# Campionato del Cairo
Il campionato del Cairo, tenutosi dal 1922 al 1953 e dal 1957 al 1958, è stata una competizione calcistica egiziana riservata ai club del governatorato del Cairo.  Il suo primo campionato fu organizzato nella stagione 1922-23 dal Cairo Football Council, sotto il nome di Cairo District Competition, e lo Zamalek lo vinse.

## Storia
Prima dell'istituzione dell'odierno campionato egiziano di calcio, la principale competizione calcistica d'Egitto era la Coppa d'Egitto, la cui prima edizione si disputò nel 1921. Nel 1938 la federcalcio egiziana organizzò la prima edizione del campionato nazionale, diviso in leghe regionali (Cairo, Alessandria, Bahary e Canale). Il campionato del Cairo si disputò parallelamente al campionato nazionale dal 1948 al 1953 e poi fu dismesso. Al campionato del Cairo partecipavano Zamalek, Al-Ahly, Al-Sekka Al-Hadid, Tersana, Police & Greek Clubs. Un'altra edizione si tenne nel 1957-1958, prima della sua soppressione definitiva.

## Albo d'oro
| Stagione  | Vincitore         |
| --------- | ----------------- |
| 1922-1923 | Zamalek           |
| 1923-1924 | Al-Sekka Al-Hadid |
| 1924-1925 | Al-Ahly           |
| 1925-1926 | Al-Sekka Al-Hadid |
| 1926-1927 | Al-Ahly           |
| 1927-1928 | Al-Ahly           |
| 1928-1929 | Zamalek           |
| 1929-1930 | Zamalek           |
| 1930-1931 | Al-Ahly           |
| 1931-1932 | Zamalek           |
| 1932-1933 | Tersana           |
| 1933-1934 | Al-Ahly           |
| 1934-1935 | Al-Ahly           |
| 1935-1936 | Al-Ahly           |
| 1936-1937 | Al-Ahly           |
| 1937-1938 | Al-Ahly           |
| 1938-1939 | Al-Ahly           |
| 1939-1940 | Zamalek           |
| 1940-1941 | Zamalek           |
| 1941-1942 | Al-Ahly           |
| 1942-1943 | Al-Ahly           |
| 1943-1944 | Zamalek           |
| 1944-1945 | Zamalek           |
| 1945-1946 | Zamalek           |
| 1946-1947 | Zamalek           |
| 1947-1948 | Al-Ahly           |
| 1948-1949 | Zamalek           |
| 1949-1950 | Al-Ahly           |
| 1950-1951 | Zamalek           |
| 1951-1952 | Zamalek           |
| 1952-1953 | Zamalek           |
| 1953-1957 | Non disputato     |
| 1957-1958 | Al-Ahly           |

## Vittorie per squadra
| Squadra           | Vittorie |
| ----------------- | -------- |
| Al-Ahly           | 15       |
| Zamalek           | 14       |
| Al-Sekka Al-Hadid | 2        |
| Tersana           | 1        |